# ファハルディン・ベン・ユースフ
ファハルディン・ベン・ユースフ（Fakhreddine Ben Youssef 、1991年6月21日 - ）は、チュニジアの首都チュニス出身のプロサッカー選手。チュニジア代表。アル・イテファク所属。ポジションは、フォワード。

## 経歴

### クラブ
CSスファクシアンでプロキャリアをスタート。2013年には国内リーグとコンフェデレーションカップの2冠を達成した。
2015年1月、FCメスに移籍。しかしアフリカネイションズカップ2015予選での負傷の影響からわずか6試合の出場に留まった。クラブもリーグ・ドゥに降格したため、2015年夏の移籍ウインドウでエスペランス・スポルティーブ・ドゥ・チュニスに移籍した。

### 代表
2018年夏、2018 FIFAワールドカップに参加。グループステージ3戦目のパナマ戦でワールドカップ通算2500ゴール目となる同点ゴールを挙げた。

## 代表歴

### 出場大会
- チュニジア代表
  - 2018 FIFAワールドカップ

### 試合数
- 国際Aマッチ 55試合 6得点（2012年-2021年）[5]

| チュニジア代表 | 国際Aマッチ | 国際Aマッチ |
| 年             | 出場        | 得点        |
| -------------- | ----------- | ----------- |
| 2012           | 3           | 1           |
| 2013           | 10          | 1           |
| 2014           | 8           | 1           |
| 2015           | 6           | 1           |
| 2016           | 0           | 0           |
| 2017           | 7           | 0           |
| 2018           | 12          | 2           |
| 2019           | 1           | 0           |
| 2020           | 0           | 0           |
| 2021           | 8           | 0           |
| 通算           | 55          | 6           |

### 得点
| No | 開催日         | 開催地         | 対戦国       | スコア | 結果 | 試合概要                           |
| -- | -------------- | -------------- | ------------ | ------ | ---- | ---------------------------------- |
| 1. | 2012年12月30日 | シャールジャ市 | イラク       | 2–0    | 2–1  | 親善試合                           |
| 2. | 2013年6月8日   | フリータウン   | シエラレオネ | 2–2    | 2–2  | 2014 FIFAワールドカップ予選        |
| 3. | 2014年9月10日  | カイロ         | エジプト     | 1–0    | 1–0  | アフリカネイションズカップ2015予選 |
| 4. | 2015年6月12日  | ラデス         | ジブチ       | 6–1    | 8–1  | アフリカネイションズカップ2017予選 |
| 5. | 2018年5月28日  | ブラガ         | ポルトガル   | 1–2    | 2–2  | 親善試合                           |
| 6. | 2018年6月28日  | サランスク     | パナマ       | 1–1    | 2–1  | 2018 FIFAワールドカップ            |

## タイトル
スファクシアン
- チュニジア・リーグ (1) : 2013
- CAFコンフェデレーションカップ (1) : 2013

エスペランス
- クープ・ドゥ・チュニジエ (1) : 2016
- チュニジア・リーグ (1) : 2017
- UAFAクラブカップ (1) : 2017